# Lạc Việt
Els Lạc Việt (en xinès tradicional 雒 越; en pinyin Luòyuè) foren un antic poble del que avui és Guangxi, al sud de la Xina, i les planícies del nord del Vietnam, sobretot a l'àrea pantanosa i agrícola del delta del riu Roig. S'associen amb la cultura Đông Sơn de l'edat del bronze de l'Àsia sud-oriental continental, i es creu que són els avantpassats dels Zhuang.

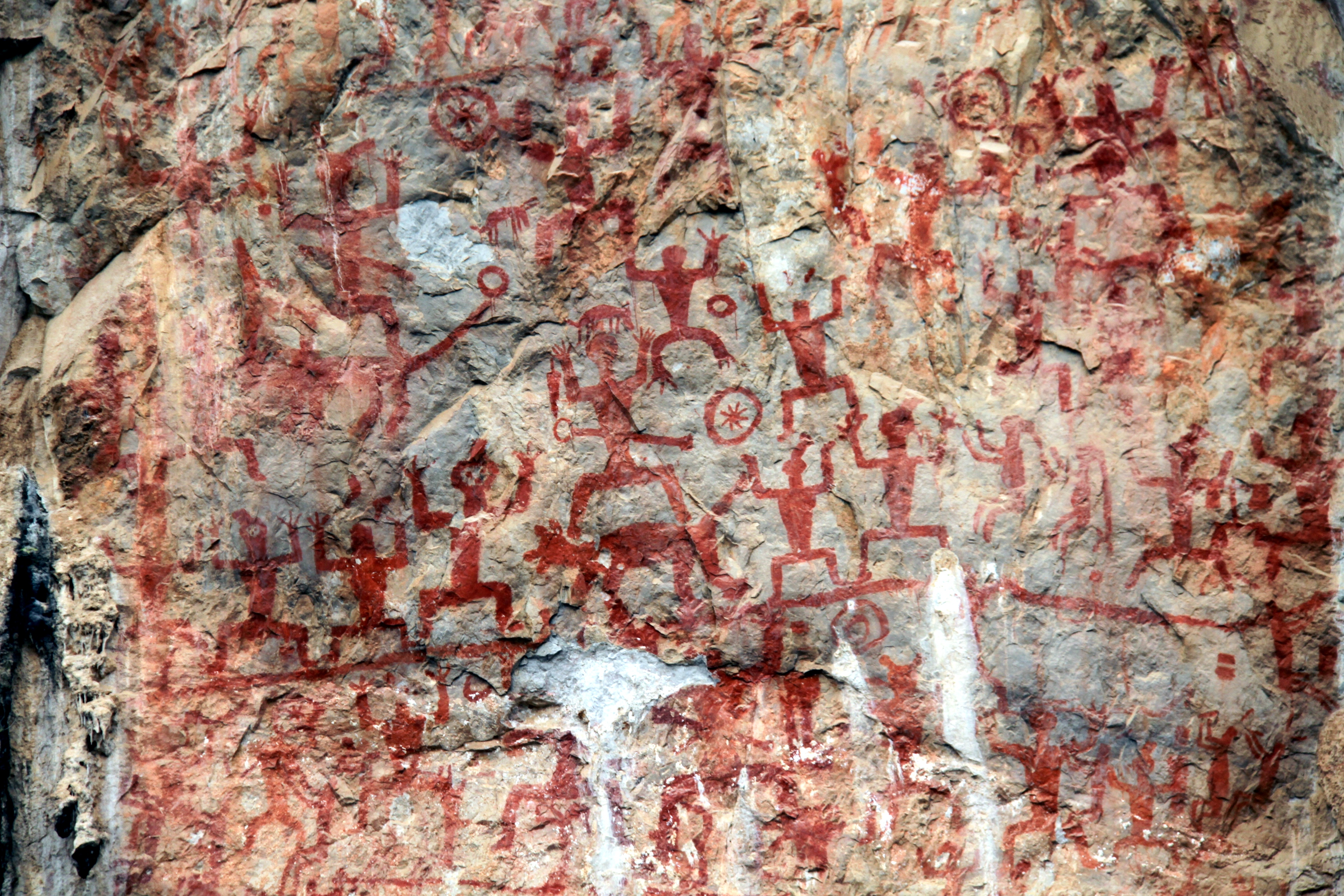
Detall de l'art rupestre dels Lạc Việt

Es creu que el poble Lạc Việt fundà un estat anomenat Văn Lang el 2879 aC. Els habitants de Văn Lang van comerciar amb els habitants de les zones més altes de les regions muntanyoses del nord del Vietnam, de l'oest de Guangdong i del nord de Guangxi, fins al 258 aC o el 257 aC, quan Thục Phán, el líder de l'aliança de les tribus Âu Việt, va envair Văn Lang i derrotà el darrer rei Hùng. Va unir els dos regnes, i anomenà la nova nació Âu Lạc; va prendre un títol sinovietnamita de «rei viril pacífic» (en xinès tradicional: 安陽 王; en vietnamita: An Dương Vương).